# پروفسور مارستون و زن شگفت‌انگیز
پروفسور مارستون و زن شگفت‌انگیز (انگلیسی: Professor Marston & The Wonder Women) فیلمی آمریکایی در سبک بیوگرافی و درام است که در سال ۲۰۱۷ منتشر شد.

## داستان
این فیلم به بررسی زندگی دکتر ویلیام مولتون مارستون، آفرینش زن شگفت‌انگیز در سال ۱۹۴۱، همسرش الیزابت و رابطه آن‌ها با الیو برن می‌پردازد. مارستون با نام مستعار چارلز مولتون، ویژگی‌های زنانه و آیده آل خودش، الیزابت و الیو را در هم ادغام می‌کند تا یک شخصیت سوپرقهرمان بسازد که الگوی دختران و پسران جوان قرار بگیرد.

## بازیگران
- لوک ایوانز در نقش ویلیام مولتون مارستون
- ربکا هال در نقش الیزابت هالووی مارستون
- بلا هیتکوت در نقش الیو برن
- فرانک ال. ریدلی در نقش مدیر دفتر
- کانی بریتون در نقش جوزت فرانک[۳]
- اولیور پلات در نقش مکس گینز[۳]